# Lijst van ministers van Financiën van Aruba
Lijst van ministers van Financiën van Aruba (soms in combinatie met andere ministeries of portefeuilles) vanaf 1986.
De minister van Financiën van Aruba is verantwoordelijk voor het algemeen beheer van en het toezicht op de inkomsten en uitgaven van het Land Aruba; het toezicht op de toepassing van de begrotingen en op de doelmatige besteding van de landsmiddelen; het bevorderen van duurzame overheidsfinanciën; de heffing en inning van belastingen; het beheer in vermogensrechtelijke zin van de roerende en onroerende zaken van het Land Aruba; het deelnemingsbeleid ten aanzien van de overheids-n.v.’s; het geldwezen en het bewaken en bevorderen van de integriteit van de financiële
sector en van de relevante vrije beroepsbeoefenaren en ondernemingen uit de niet-financiële sector.
|                | Minister                  | Naam                      | Kabinet              | Periode                     | Partij     | Opmerkingen                                              |
| -------------- | ------------------------- | ------------------------- | -------------------- | --------------------------- | ---------- | -------------------------------------------------------- |
|                |                           | Armand Engelbrecht        | Henny Eman I         | 01-01-1986 t/m 08-02-1989   | AVP        |                                                          |
|                |                           | Guillermo Trinidad        | Oduber I             | 09-02-1989 t/m 15-01-1991   | MEP        | overleden 15 januari 1991                                |
|                | Roland Laclé              | 08-03-1991 t/m 02-03-1993 | Oduber I             |                             | MEP        |                                                          |
|                |                           | Ella Tromp-Yarzagaray     | Oduber II            | 03-03-1993 t/m 01-09-1994   | MEP        | tevens minister van publieke werken en volksgezondheid   |
|                |                           | Armand Engelbrecht        | Henny Eman II        | 01-09-1994 t/m 17-06-1998   | AVP        |                                                          |
|                |                           | Tico Croes                | Henny Eman III       | 17-06-1998 t/m 30-10-2001   | AVP        |                                                          |
|                |                           | Nilo Swaen                | Oduber III           | 30-10-2001 t/m 07-11-2005   | MEP        | tevens minister van economische zaken                    |
| Oduber IV      | 08-11-2005 t/m 29-10-2009 | Nilo Swaen                |                      |                             | MEP        | tevens minister van economische zaken                    |
|                | Mike de Meza              | Mike de Meza              | Mike Eman I          | 30-10-2009 t/m 30-10-2013   | AVP        | tevens minister van communicatie, utiliteiten en energie |
|                | Juan David Yrausquin      | Juan David Yrausquin      | Mike Eman II         | 31-10-2013 t/m 28-07-2014   | AVP        | tevens minister van overheidsorganisatie                 |
|                |                           | Angel Bermudez            | Mike Eman II         | 28-07-2014 t/m 16-11-2017   | partijloos | tevens minister van overheidsorganisatie                 |
|                | Xiomara Maduro            | Xiomara Maduro            | Wever-Croes I        | 17-11-2017 t/m 19-09-2021   | MEP        | tevens minister van economische zaken en cultuur         |
| Wever-Croes II | Xiomara Maduro            | Xiomara Maduro            | 20-09-2021 t/m heden | tevens minister van cultuur | MEP        |                                                          |

Zie de lijst van ministers van Financiën van de Nederlandse Antillen voor de periode 1955-1985.